# چارلز برنستاین (آهنگساز)
چارلز برنستاین (انگلیسی: Charles Bernstein؛ زادهٔ ۲۸ فوریهٔ ۱۹۴۳) یک آهنگساز اهل ایالات متحده آمریکا است.
از فیلم‌های او می‌توان به توطئه سورابایا، یورش دختران زنبوری و چکسلواکی ۱۹۶۸ اشاره کرد.